# Kirk Baptiste
Kirk Renaud Baptiste (Beaumont (Texas), 20 juni 1962 – Houston, 24 maart 2022) was een Amerikaans sprinter, die gespecialiseerd was in de 200 m. Zijn voornaamste titel veroverde hij in 1987, toen hij op deze afstand wereldindoorkampioen werd. Daarnaast veroverde hij een tweetal nationale titels. 

## Carrière
Baptiste was tussen 1983 en 1985 student-atleet aan de Universiteit van Houston. Als lid van deze universiteit werd hij twee keer NCAA-kampioen op de 200 meter. Op de Olympische Zomerspelen 1984 won hij in datzelfde nummer de zilveren medaille met een tijd van 19,96, wat het tevens de eerste keer ooit maakte dat een atleet met een tijd onder 20 seconden slechts tweede eindigde op de 200 meter.
Baptiste kreeg HIV en woonde vanaf 2006 in een verpleeghuis in Houston. 
Hij overleed daar op 59-jarige leeftijd.

## Titels
- Wereldindoorkampioen 200 m - 1987
- Amerikaans kampioen 100 m - 1985
- Amerikaans kampioen 200 m - 1985
- NCAA-kampioen 200 m - 1984, 1985

## Persoonlijke records
Outdoor
| Onderdeel | Prestatie        | Datum            | Plaats       |
| --------- | ---------------- | ---------------- | ------------ |
| 100 m     | 10,11 (+0,0 m/s) | 15 juni 1985     | Indianapolis |
| 200 m     | 19,96 (-0,6 m/s) | 8 augustus 1984  | Los Angeles  |
| 300 m     | 31,70            | 18 augustus 1984 | Londen       |
| 400 m     | 45,63            | 25 april 1987    | Walnut       |

Indoor
| Onderdeel | Prestatie | Datum        | Plaats       |
| --------- | --------- | ------------ | ------------ |
| 200 m     | 20,73     | 8 maart 1987 | Indianapolis |

## Palmares

### 100 m
- 1985:  Amerikaamse kamp. - 10,11 s

### 200 m
- 1984:  NCAA-kamp. - 20,03 s
- 1984:  OS - 19,96 s
- 1985:  NCAA-kamp. - 20,16 s
- 1985:  Amerikaamse kamp. - 20,11 s
- 1987:  WK Indoor - 20,73 s